# Journal of Vertebrate Paleontology
El Journal of Vertebrate Paleontology és una revista científica bimensual avaluada per experts creada el 1980 per Jiri Zidek (Universitat d'Oklahoma). Cobreix tots els aspectes de la paleontologia dels vertebrats, incloent-hi els seus orígens, la seva evolució, la seva morfologia i la seva taxonomia, la bioestratigrafia, la paleoecologia, la paleobiogeografia i la paleoantropologia. És publicada per Taylor & Francis en nom de la Society of Vertebrate Paleontology. Segons Journal Citation Reports, té un índex d'impacte de 2,190 per al 2017.